# Nizyna
Nizyna – policykliczny peptyd składający się z 34 aminokwasów. Nizyna wytwarzana jest w procesie fermentacji przez bakterie kwasu mlekowego Lactococcus lactis. Zalicza się do bakteriocyn, jest antybiotykiem.

## Właściwości
Nizyna występuje w postaci krystalicznej. Jej rozpuszczalność w wodzie jest uzależniona od odczynu środowiska – im bardziej kwaśne środowisko, tym lepsza rozpuszczalność.
Wrażliwość nizyny na działanie wysokiej temperatury, podobnie jak rozpuszczalność, jest uzależniona od kwasowości środowiska. Jest ona odporna na ogrzewanie w środowisku kwaśnym, natomiast w pH>7, traci swoją aktywność.

## Działanie antybakteryjne
Działa wyłącznie na bakterie Gram-dodatnie, takie jak na przykład bakterie z rodzaju Bacillus, Clostridium, Lactobacillus oraz niektóre bakterie z grupy coli.
Powoduje rozkład błony komórkowej form wegetatywnych bakterii. Nie niszczy przetrwalników (opóźnia tylko ich rozwój). Nie jest skuteczna w przypadku bakterii Gram-ujemnych, ponieważ wytwarzają one nizynazę – enzym rozkładający nizynę.
Stwierdzono, że leczy zakażenia wywołane przez bakterie oporne na inne antybiotyki.

## Zastosowanie
Nizyna chociaż jest antybiotykiem, nie jest stosowana jako lek. Jest używana jako dodatek do żywności (konserwant o symbolu E234) przy produkcji serów (zapobiega fermentacji masłowej). Maksymalna dopuszczalna dawka nizyny do serów Mascarpone i Clotted cream wynosi 10 mg/kg, a do serów dojrzewających i topionych – 12,5 mg/kg. ADI wynosi 0-33000 jednostek/kg masy ciała.